# Костёл Святого Иоанна Боско

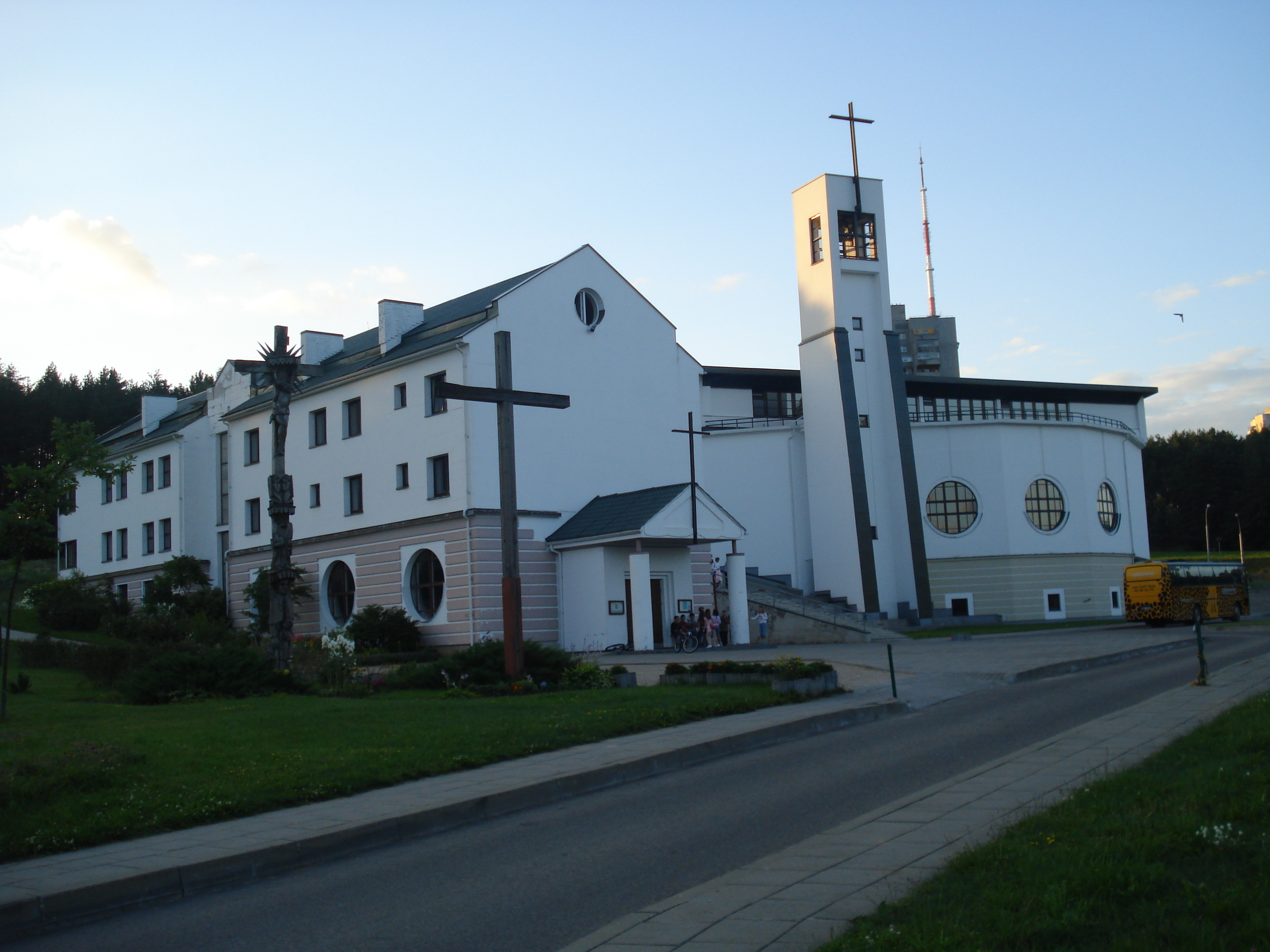
Костёл Св. Иоанна Боско

Костёл Свято́го Иоа́нна Бо́ско (лит. Švento Jono Bosko bažnyčia) в Вильнюсе — римско-католический приходской костёл Вильнюсского деканата в микрорайоне Лаздинай.
Построен по проекту архитектора Витаутаса Чеканаускаса. Освящён во имя святого Иоанна Боско в 2001 году.
Службы на литовском и на польском языках.
Адрес: ул. Эрфурто, 3 (Erfurto g. 3).